# Мариана Кирова
Мариана Кирова е българска литературоведка, писателка и журналистка, хонорувана преподавателка по литература в Софийския университет. Авторка е на коментари и анализи в пресата, на три стихосбирки, на два сборника с разкази, на един роман, както и на художествени текстове и научни публикации в литературни и научни издания.

## Биография
Мариана Кирова (Марияна Георгиева Кирова) е родена на 28 февруари 1963 г. в Стара Загора. Завършила е българска филология (1987) и факултативно журналистика (1989) в Шуменския университет „Епископ Константин Преславски“. Доктор по българска литература (2012). В продължение на 20 години – от 1990 г. до 2010 г., работи като журналистка в българската преса – във вестниците „Демокрация“, „Подкрепа“, „Век 21“, „Народно земеделско знаме“, Пари“, „Монитор“ и други. Сътрудничи с публикации от България на френското списание „Revue périodique sur la vie en Bulgarie“. През 2011 г. постъпва на работа в Националния литературен музей – институцията, призвана да пази литературната памет на българските творци. Хоноруван преподавател в Софийския университет „Св. Климент Охридски“ от 2014 г.,командирован от България преподавател в Тараклийския държавен университет „Григорий Цамблак“ – Молдова (2018 -2020), лектор по съвременна българска литература в Кишиневския педагогически университет „Кон Крянге“ (2020), председател на комисия по магистърски защити в Комратския държавен университет – Молдова (2020.

### Награди
- 2003 г. – Носител на наградата „Народни будители“ на Съюза на свободните писатели за стихосбирката „Балканска магия“ (2003);
- 2008 г. – Първа награда за криминален разказ, присъдена от българската секция на AIEP – Международна асоциация на писателите криминалисти

#### Художествени книги
- „Скитница“ (1994) – стихосбирка. ИК „Янчев и сие“. София, 1994, 64 с.
- Пазачите на розите (2002) – сборник с разкази. София. ИК „ЛИК“, 2002, 108 с. ISBN 954-607-570-1
- Балканска магия (2003) –стихосбирка. София, Издателско ателие „Аб“, 2003, 62 с. ISBN 954-737-350-1
- Операция Актиния (2014) – сборник с разкази. София, Изд. „Атеа букс ЕООД“, 2014, 128 с. ISBN 978-954-8999-71-7
- „Завръщането на Лилит“ (2018) –стихосбирка. София, Изд. „Атеа Букс ЕООД“, 2018, 60 с. ISBN 978-619-7280-43-2
- „Седем години любов“ (2019) – роман. София, Изд. „Атеа букс ЕООД“, 2019, 116 с. ISBN 978-619-7280-42-5

#### Художествени публикации
- Стихове – сп. „Хоризонти“ (1989), в. „Век 21“ (1993), „Нов Пулс“ (1999 – 2013), „Пари“ (2002), „Словото днес“ (2008 – 2015), сп. „Revue périodique sur la vie en Bulgarie“ (1999 -2015) и др.
- Разкази – сп. „Revue périodique sur la vie en Bulgarie“ (2000 – 2014), сп. „Извор“-Русе и др.

#### Научни публикации
1. „Елементите на натурализъм в повестта „Неда“ на Любен Каравелов като реакция срещу сантиментализма и път към реализма“. В: „Златоструй“. Университетско издателство „Епископ Константин Преславски“. Шумен. 2006, книга десета, стр. 121 – 125.
2. „Българката в творчеството на Каравелов и нейната различност на Балканите“. В: „Златоструй“. Университетско издателство „Епископ Константин Преславски“. Шумен. 2007, книга единадесета, стр. 118 – 126.
3. „Женските образи като главни персонажи в ранното творчество на Любен Каравелов“. В: Научни трудове. Русенски университет „Ангел Кънчев“. Т. 46, серия 7. Езикознание и литературознание. Русе, 2007, стр. 121 – 125.
4. „Жанрова специфика на Каравеловата белетристика“. В: Любословие. Издание на Факултета по хуманитарни науки на ШУ „Епископ Константин Преславски“ – Шумен. 2008, том 8, стр.142 – 150.
5. „Как Каравелов обявява Добри Войников за първия български драматург“. В: Добри Войников. 175 години от рождението му. Сборник с материали от научна конференция, проведена на 13 и 14 ноември 2008 г. Шумен, 2008, стр. 134 – 142.
6. „Самодивите – митология за оцеляването на заплашения ро“д. В: Научни трудове. Русенски университет „Ангел Кънчев“. Т. 47, серия 5.3 Езикознание и литературознание. Русе, 2008, стр. 113 – 117.
7. Les néréides – mythologie sur le salut de la famille menacée. Revue périodique sur la vie en Bulgarie, publiée par l’Institut Franco-bulgare № 42, juillet-septembre 2008, Colombes, France, p. 5 – 8.
8. „Стилиян Чилингиров като депутат“. В: Стилиян Чилингиров. Сборник, посветен на 130 години от рождението му. Шумен, 2012, стр. 94 -99.
9. „Златен печат“ за култура. В:“Известия на Националния литературен музей“. София, 2012, стр.278 – 279.
10. „Неизвестни ръкописи на Змей Горянин“. „Литературна мисъл“, бр. 1 – 2, София, 2012, стр. 90 – 96.
11. „Съвременният възрожденец“. „Проф. д-р Николай Димков. Библиография (1956 – 2012). Шумен, 2013.
12. „Как Каравелов обявява Добри Войников за първия български драматург“. В: Криворазбраната цивилизация тогава и днес. Доклади от научна конференция. Шумен, 2015, стр. 27 – 32.
13. Стилиян Чилингиров – писателят, който влизаше в огъня заради другите. В: Будител. Българското списание за история, археология и памет. София, юли-септември 2016, стр. 83 – 89.
14. Модерните възгледи на Каравелов за ролята на жената. „Крива ли е съдбата“ – балкански повик за еманципация. В: Култура, идентичности, личности. Сборник в чест на проф. д.ф.н. Николай Аретов. С., 2016, стр. 335 – 343.
15. Приносът на Михаил Арнаудов при дефинирането на понятията „творческа личност" и „гений“. Сборик „Десети Арнаудови четения“. Русенски университет „Ангел Кънчев“. Русе, 2018.
16. „Символ-верую на българската комуна“ – факти и манипулации. Русенска библиотека „Любен Каравелов“. Сборник. Русе, 2018 г.

#### Редактор и съставител на книги в областта на хуманитаристиката
1. „Капчуци на надеждата“ – алманах – съвременна поезия и проза. С., 2004. Съставител и редактор.
2. „Целуната звезда“. Поетичен сборник. Автор Марияна Гинева. С., 2004. Редактор.
3. „В края на есента“. Поетичен сборник. Автор Николай Димков. Шумен, 2007. Съставител и автор на предговор.
4. „История на Шуменската крепост“. Автор Георги Джумалиев. Съвременна адаптация на изданието. Шумен, 2008.
5. „Изветия на Националния литературен музей“. Т. VI. – Сборник – литературни изследвания. С., 2012. Редактор и съставител.
6. „Време за камъни“ – сборник – съвременна поезия. Съставител и редактор. С., 2012.
7. „Циганско лято“ – стихове. Автор Николай Димков. Шумен, 2013. Съставител и автор на предговор.
8. „Искам да те нарисувам“ – поетичен сборник. Автор Владимир Башев. С., 2015. Съставител.
9. „Писма до мене“ – съвременна документалистика. Писма на писатели от втората половина на XX в. Автор Николай Димков. Шумен, 2016. Редактор. Книгата спечели първа награда на СБП за документалистика.